# Barlinek (gmina)
Barlinek est une gmina mixte du powiat de Myślibórz, Poméranie occidentale, dans le nord-ouest de la Pologne. Son siège est la ville de Barlinek, qui se situe environ 24 km à l'est de Myślibórz et 62 km au sud-est de la capitale régionale Szczecin.
La gmina couvre une superficie de 258,77 km2 pour une population d'environ  19 449 habitants (2017).

## Géographie
Outre la ville de Barlinek, la gmina inclut les villages de Brunki, Dziedzice, Dzikówko, Dzikowo, Golejewo, Janowo, Jaromierki, Jarząbki, Kornatka, Kryń, Krzepinek, Krzynka, Laskówko, Łubianka, Lubie, Luśno, Lutówko, Lutowo, Moczkowo, Moczydło, Mostkowo, Niepołcko, Nierybno, Niewstąp, Nowa Dziedzina, Ogard, Okno, Okunie, Osina, Ożar, Parsko, Piaśnik, Płonno, Podębie, Podgórze, Prądno, Przymiarki, Pustać, Rówienko, Równo, Rychnów, Rychnówek, Sitno, Słonki, Stara Dziedzina, Strąpie, Sucha, Swadzim, Trzebin, Uklejka, Więcław, Wierzchno, Wiewiórki, Żelice et Żydowo.
La gmina borde les gminy de Dolice, Kłodawa, Lipiany, Myślibórz, Nowogródek Pomorski, Pełczyce, Przelewice et Strzelce Krajeńskie.